# Ель-Вуста
Ель-Ву́ста (Центральна; араб. المنطقة الوسطى) — мухафаза (після 2011 року) в Султанаті Оман.
- Адміністративний центр — місто Хайма.
- Площа — 79700 км², населення — 42111 осіб (2010 рік).

## Географія
Розташований в середній пустельній частині країни. У Ель-Вусті домінує плоска пустельна рівнина.
На північному заході межує з регіоном Ель-Батіна, на півночі з регіоном Ед-Дахілія, на північному сході з регіоном Еш-Шаркійя, на південному -Захід з мухафазах Дофар, на заході з Саудівською Аравією. На сході омивається Аравійським морем.

## Адміністративний поділ
Регіон утворений в 1991 році, до цього часу міста і села регіону розподілялися між регіонами Ед-Дахілія і Еш-Шаркія, а також мухафазах Дофар. Значна частина населення регіону — бедуїни.
Регіон Ель-Вуста ділиться на 4 вілайєти з центрами в містах:
- Хайма
- Дукм
- Махут
- Ель-Джазір